# Rio Iriri (vattendrag i Brasilien, Rio de Janeiro, lat -22,68, long -43,09)
Rio Iriri är ett vattendrag i Brasilien.   Det ligger i delstaten Rio de Janeiro, i den sydöstra delen av landet, 900 km sydost om huvudstaden Brasília.
Runt Rio Iriri är det mycket tätbefolkat, med 4 842 invånare per kvadratkilometer.